# Ирмгард Прец
Ирмгард Прец удата Ремер (Залцведел, 7. август 1920 — Гархинг код Минхена, 7. октобар 2008) била је немачка  и источнонемачка атлетичарка, која се специјализовала за скок удаљ.  Прецова је прва европска првакиња у тој дисципли на 1. Европском првенству у атлетици на отвореном 1938. одржаном у  Бечу 1938. године. победивши  Станиславу Валасјевич
Била је немачка првакиња у скоку у даљ 1938. а 1950. источнонемачка првакиња у петобоју 1950.

## Спопљашње везе
- Резултати скока удаљ за жене на ЕП 1938. todor66.com
- Комплетни резултати на 1938. сајт european-athletics.org